# Cieplewo (przystanek kolejowy)
Cieplewo – przystanek kolejowy w Cieplewie, w województwie pomorskim.

## Ruch pasażerski[1]
| Rok  | Wymiana pasażerska na dobę | Miejsce w Polsce |
| ---- | -------------------------- | ---------------- |
| 2017 | 500-699                    | bd.              |
| 2018 | 500-699                    | bd.              |
| 2019 | 700-999                    | 380.             |
| 2020 | 300-499                    | 396.             |
| 2021 | 500-699                    | 394.             |
| 2022 | 700-999                    | 352.             |
| 2023 | 1000-1500                  | 318.             |

Od 11 grudnia 2016 pociągi trójmiejskiej SKM przestały kursować na odcinku Tczew - Gdańsk Główny.

## Modernizacja
29 maja 2017 podpisano umowę o dofinansowanie budowy w Cieplewie węzła integracyjnego. W ramach projektu przewiduje się powstanie parkingu na 30 samochodów i rowerów, zatoki autobusowej, oświetlenia oraz dróg dojazdowych z fragmentem ul. Rataja.